# 柏峪寺乡
柏峪寺乡是中国陕西省商洛市洛南县下辖的一个乡。

## 行政区划
柏峪寺乡下辖以下行政区：
柏峪寺街村、王塬村、日红村、薛湾村、东高村、李岭村、崔塬村、联合村、杨河村、前河村、上岭村